# Родріго Баділья
Родріго Секейра Баділья (ісп. Rodrigo Sequeira Badilla, нар. 22 червня 1957) — футбольний арбітр з Коста-Рики. Арбітр ФІФА у 1992—2001 роках.

## Кар'єра
Найбільш відомий обслуговуванням трьох матчів під час чемпіонату світу 1994 року у США: Нігерія — Болгарія (Група D), Іспанія — Болівія (група C) та чвертьфінал Бразилія — Нідерланди.
Працював на міжнародних матчах у період з 1989 року по 2002 рік. Баділья був головним арбітром на численних міжнародних турнірах, включаючи Кубки короля Фахда 1992 та 1995 років. молодіжний чемпіонат світу 1993 року в Австралії та кваліфікаційні змагання на чемпіонат світу 1998 та 2002 років. На континентальному рівні судив матчі Золотих кубків КОНКАКАФ 1993 та 1998 років, а також дві гри Кубка Америки 1997 року.
Міжнародна кар'єра Родріго фактично закінчилась коли він був відсторонений від чемпіонату світу 1998 року за те, що він не повідомив про спробу хабару в розмірі 50 000 доларів США перед кваліфікаційним матчем на «мундіаль» у жовтні 1997 року між Японією та Об'єднаними Арабськими Еміратами. Баділья повідомив про це лише іншому судді, а не посадовцям ФІФА.